# Campeonato Catarinense de Futebol de 2020 - Série C
O Campeonato Catarinense de Futebol de 2020 - Série C foi a 17ª edição do terceiro nível do futebol catarinense. Realizada e organizada pela Federação Catarinense de Futebol, a competição foi disputada por oito clubes entre dezembro e janeiro.

## Equipes participantes
| Equipe               | Cidade           | Em 2019   | Estádio                              | Capacidade     | Títulos  |
| -------------------- | ---------------- | --------- | ------------------------------------ | -------------- | -------- |
| Atlético Catarinense | São José         | Estreante | Enio Amantino da Silva               | Sem informação | 0        |
| Batistense           | São João Batista | Estreante | Estádio Municipal Valério Gomes Neto | 1 200          | 0        |
| Carlos Renaux        | Brusque          | 4º        | Augusto Bauer                        | 5 000          | 0        |
| Itajaí               | Itajaí           | 2º        | Robertão                             | 3 300          | 1 (2016) |
| Jaraguá              | Jaraguá do Sul   | 5º        | João Marcatto                        | 10 270         | 0        |
| Nação                | Joinville        | 3º        | Olímpico Dr. Sadalla Amin Ghanem     | Sem informação | 0        |
| Orleans              | Orleans          | 7º        | Osmundino Matheus                    | 1 100          | 0        |
| Porto-SC             | Porto União      | 8º        | Armando Sarti                        | Sem informação | 1 (2008) |

## Fórmula de disputa
O Campeonato Catarinense da Terceira Divisão de 2020 será disputado por 8 equipes participantes em duas fases distintas. Na primeira fase classificatória as equipes se enfrentam em turno único onde ao final os dois mais bem colocados disputam a final, em sistema de ida e volta e o terceiro colocado classifica-se a segunda divisão do campeonato estadual do próximo ano juntamente com o campeão e o vice-campeão.

### Critérios de desempate
Na fase de pontos corridos, em caso de igualdade na pontuação, são critérios de desempate: 

1) mais vitórias; 

2) melhor saldo de gols; 

3) mais gols pró; 

4) confronto direto; 

5) menos cartões vermelhos; 

6) menos cartões amarelos; 

7) sorteio. 

## Primeira Fase
| Pos. | Equipes              | P  | J | V | E | D | GP | GC | SG  | %  | Classificação ou promoção                                 |
| ---- | -------------------- | -- | - | - | - | - | -- | -- | --- | -- | --------------------------------------------------------- |
| 1    | Nação                | 17 | 7 | 5 | 2 | 0 | 19 | 9  | +10 | 81 | Classificados para a final e promovidos à Série B de 2021 |
| 2    | Atlético Catarinense | 15 | 7 | 5 | 0 | 2 | 26 | 10 | +16 | 71 | Classificados para a final e promovidos à Série B de 2021 |
| 3    | Carlos Renaux        | 14 | 7 | 4 | 2 | 1 | 22 | 4  | +18 | 67 | Promovido à Série B de 2021                               |
| 4    | Itajaí               | 13 | 7 | 4 | 1 | 2 | 15 | 7  | +8  | 62 |                                                           |
| 5    | Batistense           | 9  | 7 | 2 | 3 | 2 | 16 | 10 | +6  | 43 |                                                           |
| 6    | Jaraguá              | 6  | 7 | 2 | 0 | 5 | 14 | 19 | –5  | 29 |                                                           |
| 7    | Porto-SC             | 5  | 7 | 1 | 2 | 4 | 8  | 18 | –10 | 24 |                                                           |
| 8    | Orleans              | 0  | 7 | 0 | 0 | 7 | 2  | 45 | –43 | 0  |                                                           |

### Confrontos
|                      | ACA | BAT | CAR | ITA  | JAR | NAC | ORL  | POR |
| -------------------- | --- | --- | --- | ---- | --- | --- | ---- | --- |
| Atlético Catarinense | —   |     |     | 3–2  |     |     | 8–1  | 4–0 |
| Batistense           | 0–3 | —   | 2–2 |      |     | 2–3 |      |     |
| Carlos Renaux        | 3–1 |     | —   | 0–1  | 3–0 |     | 11–0 |     |
| Itajaí               |     | 0–0 |     | —    | 6–1 | 1–2 |      | 2–1 |
| Jaraguá              | 1–5 | 0–2 |     |      | —   |     | 8–0  | 4–0 |
| Nação                | 3–2 |     | 0–0 |      | 3–0 | —   | 5–1  |     |
| Orleans              |     | 0–8 |     | W.O. |     |     | —    | 0–2 |
| Porto                |     | 2–2 | 0–3 |      |     | 3–3 |      | —   |

| Vitória do mandante Vitória do visitante Empate |

## Final
O time de melhor campanha na classificação geral tem o direito do mando de campo na segunda partida da final.

### Partida de ida
| 27 de janeiro | Atlético Catarinense | 2 – 0 | Nação | Enio Amantino da Silva, São José                              |
| 15:30         | Roni 13', 21'        |       |       | Público: Portões Fechados Árbitro: SC William Machado Steffen |

| Atlético-SC | Nação |

### Partida de volta
| 30 de janeiro | Nação                                 | 2 – 1 | Atlético Catarinense | Olímpico Dr. Sadalla Amin Ghanem, Joinville                |
| 16:00         | Gean Carlo 20' · Michel Schmöller 82' |       | 45' Lucas Veber      | Público: Portões Fechados Árbitro: SC Gustavo Baggio Ratti |

| Nação | Atlético-SC |

## Premiação
| Campeonato Catarinense 2020 Série C      |
| ---------------------------------------- |
| Atlético Catarinense Campeão (1º título) |

## Artilharia
Atualizado em 30 de janeiro de 2021.
| Gols | Jogador     | Time                 |
| ---- | ----------- | -------------------- |
| 8    | Roni        | Atlético Catarinense |
| 6    | Jean Carlos | Nação                |
| 5    | Eric        | Jaraguá              |